# Steven L. Kaplan
Steven Laurence Kaplan (* 23. Januar 1943 in Brooklyn) ist ein US-amerikanischer Historiker und Hochschullehrer.

## Leben und Wirken
Steven L. Kaplan studierte Geschichte an der Princeton University und erwarb dort 1943 den Bachelorgrad. Sein Studium setzte er an der Yale University fort und legte dort 1966 und 1968 zwei Magisterprüfungen ab (M.A. und M.Phil.). Im Jahre 1974 promovierte er an dieser Universität zum Ph.D. Seine gesamte akademische Karriere verlief an der Cornell University. Ab 1970 war er dort als wissenschaftlicher Assistent und ab 1976 als außerordentlicher Professor tätig. Einen Lehrstuhl für Europäische Geschichte erhielt er 1980. Kaplan wurde zu einem führenden Experten in den USA für die neuere französische Geschichte im 18. Jahrhundert, zu der er zahlreiche umfangreiche Veröffentlichungen vorlegte. Insbesondere beschäftigte er sich auch mit der Funktion der Bäcker und des Brotes in Paris, nicht zuletzt im Zusammenhang mit der Französischen Revolution.
Kaplan übernahm mehrere Gastprofessuren an wissenschaftlichen Einrichtungen in Frankreich und Belgien. Von 2003 bis 2010 lehrte er regelmäßig auch an der Universität Versailles.
Im Jahre 2001 wurde Kaplan von der französischen Regierung als Ritter mit dem Nationalverdienstorden ausgezeichnet.

## Veröffentlichungen (Auswahl)
- Bread, politics and political economy in the reign of Louis XV. Zwei Bände (= Archives internationales d'histoire des idées. Bd. 86). Nijhoff, The Hague 1976, ISBN 90-247-1874-0.
- The famine plot persusasion in eighteenth-century France (= Transactions of the American Philosophical Society. Bd. 72,3). American Philosophical Soc., Philadelphia 1982, ISBN 0-87169-723-8.
- The luxury guilds in Paris in the eighteenth century. In: Francia. Bd. 9 (1981), S. 257–298.
- (Hrsg.): Understanding popular culture. Europe from the Middle Ages to the nineteenth century (= New Babylon. Bd. 40). Mouton, Berlin 1984, ISBN 3-11-009600-5.
- Provisioning Paris. Merchants and millers in the grain and flour trade during the eighteenth century. Cornell University Press, Ithaca 1984, ISBN 0-8014-1600-0.
- (Hrsg.): Work in France. Representations, meaning, organization, and practice. Cornell University Press, Ithaca 1986, ISBN 0-8014-1697-3.
- Farewell, Revolution. Disputed legacies, 1789/1989. Cornell University Press, Ithaca 1995, ISBN 0-8014-2718-5.
- Farewell, Revolution. The historians’ feud. France, 1789/1989. Cornell University Press, Ithaca 1995, ISBN 0-8014-3145-X.
- The bakers of Paris and the bread question 1700–1775. Duke University Press, Durham, N.C. 1996, ISBN 0-8223-1706-0.
- La fin des corporations. Fayard, Paris 2001, ISBN 2-213-60829-6.
- (Hrsg., mit Carole M. Counihan): Food and gender. Routledge, London 2004, ISBN 90-5702-568-X.
- Good bread is back. A contemporary history of French bread, the way it is made, and the people who make it. Duke University Press, Durham, N.C. 2006, ISBN 0-8223-3833-5.
- Pour le pain. Fayard, Paris 2020, ISBN 978-2-213-71667-1.
- Transmettre, soumettre, socialiser. Essai sur l’apprentissage en France de Colbert à la Grande Guerre. Fayard, Paris 2023, ISBN 978-2-213-71191-1.